# Hypolimnas luctuosa
Hypolimnas luctuosa är en fjärilsart som beskrevs av Hans Fruhstorfer 1912. Hypolimnas luctuosa ingår i släktet Hypolimnas och familjen praktfjärilar. Inga underarter finns listade i Catalogue of Life.